# سای یانگ (پرتاب‌گر نیزه)
سای یانگ (انگلیسی: Cy Young; ۲۳ ژوئیهٔ ۱۹۲۸ – ۶ دسامبر ۲۰۱۷) پرتاب‌گر نیزه اهل ایالات متحده آمریکا بود.
او در مسابقات کشوری و بین‌المللی در مجموع برندهٔ ۱ مدال طلا شده‌است.